# Allisonia cockaynii
Allisonia cockaynii är en bladmossart som först beskrevs av Karl von Goebel, och fick sitt nu gällande namn av Rudolf Mathias Schuster. Allisonia cockaynii ingår i släktet Allisonia och familjen Allisoniaceae. Inga underarter finns listade i Catalogue of Life.